# Charles Édouard Lardy

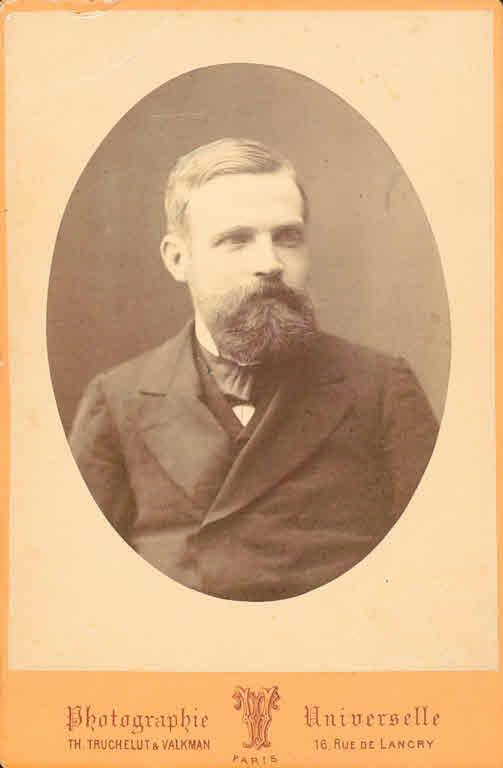
Charles Lardy (vor 1900)

Charles Édouard Lardy (auch Karl Eduard Lardy) (* 27. September 1847 in Neuenburg; † 27. Juni 1923 in Bevaix) war ein Schweizer Diplomat. Zusammen mit Alfred de Claparède und Giovanni Battista Pioda gehörte Lardy zu den Berufsdiplomaten der ersten Generation der Schweiz.

## Leben

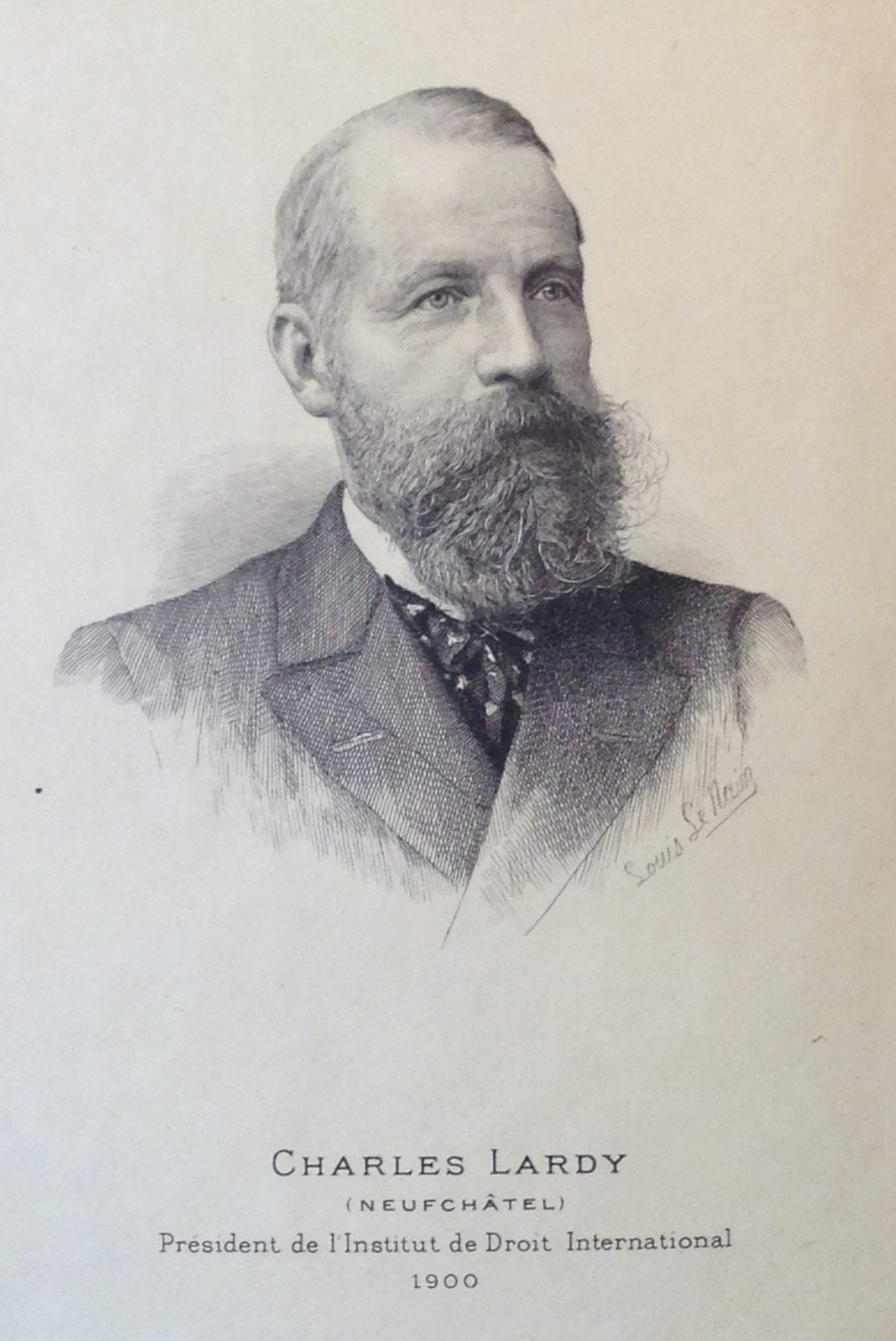
Charles Lardy (1900)

Lardy kam als erster Sohn des Anwalts und Neuenburger Grossrats, Charles-Louis Lardy, und der Louise Lardy geb. Sacc zur Welt. Er studierte Rechtswissenschaften an der Universität Heidelberg und erwarb 1876 das Doktorat.
Lardy heiratete am 5. März 1872 Mathilde Augusta Georgette Vernes; aus der Ehe gingen acht Kinder hervor. Zwei seiner Kinder, Charles-Louis und Etienne, wurden wie ihr Vater auch Diplomaten.

## Diplomatischer Dienst
Lardy trat 1869 in den diplomatischen Dienst ein und wurde Nachfolger des Legationsrats der schweizerischen Gesandtschaft in Paris, Arnold Roth. 1883 erfolgte die Ernennung Lardys zum ausserordentlichen Gesandten und bevollmächtigten Minister der Gesandtschaft in Paris. Somit übernahm Lardy den Posten seines Mentors Johann Konrad Kern. Bis zu seiner Pensionierung im Jahr 1917 sollte Lardy den Posten in Paris nicht mehr verlassen.
Er war unter anderem Oberst, Mitglied der Militärjustiz, Autor verschiedener Bücher, Mitglied des Haager Schiedsgerichts (1902–1922) und des Instituts für Völkerrecht (zwischen 1899 und 1902 Präsident). Lardy vertrat an zahlreichen internationalen Konferenzen die Interessen der Schweiz und befürwortete den Ausbau der Schweizer Diplomatie. Wie sein ehemaliger Mentor, Johann Konrad Kern, war er ein aufmerksamer Beobachter der französischen, europäischen und Weltpolitik. Dank seiner langjährigen Amtszeit wurde seine Autorität sowohl in Bern als auch in Paris als unbestritten angesehen. Die diplomatischen Berichte, die Lardy an den Bundesrat sandte, erhielten deswegen ein besonderes Gewicht für die Beurteilung internationaler Vorgänge.
Eigenartig war die diplomatische Karriere von Lardy. Er verbrachte, anders als de Claparède und Pioda, alle seine 48 diplomatischen Dienstjahre an einem einzigen Ort, und 34 Jahre davon war er Schweizer Gesandter. 